# Beat (tv·2-album)
 For alternative betydninger, se Beat. (Se også artikler, som begynder med Beat)
Beat er det tredje studiealbum af den danske popgruppe tv·2, der blev udgivet i 1983 af CBS. Albummet markerer stilistisk en bevægelse væk fra det Kliché-inspirerede udgangspunkt på de to første albums. Således fremgår det i covernoterne til Greatest - De unge år, at det var på Beat, tv·2 fandt "noget man med lidt god vilje kunne kalde vores personlige udtryk". Musikken er dog ligesom på de forgående plader minimalistisk med megen brug af synthesizere og trommemaskiner.
Albummet blev starten på tv·2s folkelige gennembrud, ikke mindst takket være "Popmusikerens vise", der var inspireret af "Admiralens vise" fra operetten H.M.S. Pinafore. Nummeret "Bag duggede ruder" er med tiden blevet en slags signatursang for bandet. Sangen blev i 2002 stemt ind som til "Verdens Bedste Danske Sang" af lytterne på P3 og i 2011 i en afstemning på DR2 til "alle tiders største landeplage". I 2010 var "Bag Duggede Ruder" genstand for et program i serien Landeplagen med Jacob Riising som vært, hvor nummeret historie og betydning blev gennemgået.
Albummet blev solgt i 54.000 eksemplarer.

## Spor
Alle sange skrevet og komponeret af Steffen Brandt. 
| 1. | "Kærlighed"                              | 2:57 |
| 2. | "Pop (og kun pop)"                       | 2:34 |
| 3. | "Bag duggede ruder"                      | 3:56 |
| 4. | "Når først vi har fået betalt vores bil" | 4:34 |
| 5. | "Trætte af TV"                           | 3:10 |
| 6. | "Ulven kommer"                           | 3:24 |

| 7.  | "Popmusikerens vise" | 4:11 |
| 8.  | "Pretty woman"       | 3:30 |
| 9.  | "Lyde i natten"      | 5:03 |
| 10. | "Den sidste bølge"   | 2:12 |
| 11. | "De lyse timer"      | 4:42 |

## Personel

### tv·2
- Steffen Brandt – vokal, keyboards
- Hans Erik Lerchenfeld – guitar
- Georg Olesen – bas
- Sven Gaul – trommer, trommemaskine

### Produktion
- tv·2 – producer
- Nils Henriksen – producer
- Jan Degner – producer ("Popmusikerens vise")
- Tom Andersen – tekniker
- Per Leth-Nissen – tekniker
- Jo Dam Kærgaard – cover design
- Ole Christiansen – foto